# مسینگهم
مسینگهم (به انگلیسی: Messingham) یک روستا و محله مدنی در بریتانیا است که در North Lincolnshire واقع شده‌است. مسینگهم ۳٬۷۱۸ نفر جمعیت دارد.